# Charles Giordano
Charles Giordano (New York, 13 ottobre 1954) è un tastierista e fisarmonicista statunitense.
Noto soprattutto come musicista aggiunto del gruppo di supporto di Bruce Springsteen, Giordano prese stabilmente il posto dell'organista della E Street Band Danny Federici dopo la sua morte nel 2008. In precedenza aveva suonato nella cosiddetta Session Band nell'album di Springsteen We Shall Overcome: The Seeger Sessions del 2006 e nella successiva tournée.
Negli anni ottanta Giordano è stato membro del gruppo di Pat Benatar dal 1983.